# Gonzalo Perlo
Gonzalo Perlo (Pilar, Provincia de Buenos Aires; 9 de agosto de 1989) es un piloto argentino de automovilismo. Iniciado en el ambiente de los karts, debutó profesionalmente en el año 2006, compitiendo en la categoría Fórmula 1000 Argentina. En el año 2007 participó en la categoría Fórmula 4 Argentina (hoy Fórmula Metropolitana), donde obtuvo el subcampeonato al cabo de 8 competencias, alcanzando 1 victoria. Ese mismo año formaría parte del plantel de pilotos que participara del campeonato inaugural de la extinta divisional Top Race Junior, donde sucesivamente obtuviera el subcampeonato en su primera participación y el campeonato en el año 2008, siendo este su primer título a nivel nacional. Tal consagración, le valió en el año 2009 el ascenso a la divisional Top Race V6, donde compitió hasta el año 2011. Compitió también en las divisionales inferiores de la Asociación Corredores de Turismo Carretera, debutando en el TC Mouras en el año 2008 y pasando luego a competir en el TC Pista, donde participa desde el año 2012.
Entre sus relaciones personales, se destacan su padre Daniel Perlo, quien fuera piloto de Turismo Carretera en la década de 1980 y su hermano menor Álvaro Perlo, quien compitiera en las divisionales inferiores de la ACTC y en la Fórmula Metropolitana. A su vez, a mediados del año 2014 presentaría en sociedad su propia escudería de automovilismo, el Perlo Motorsport, emprendimiento familiar con el que encara junto a su hermano los campeonatos de TC Pista y TC Mouras del año 2015.

## Biografía deportiva
Se inició a los 13 años compitiendo en Kartings, participando en diferentes categorías hasta su desembarco en el año 2005 en la categoría Fórmula 1000 Argentina, donde compite al comando de una unidad de la Scuderia DG, propiedad de Darío Gargiulo. Su adaptación a esta clase de vehículos es tal, que en el año 2006 decide incursionar en la Fórmula Renault Argentina, alternando también sus participaciones con la categoría GT 2000, competencia destinada para Sport Prototipos donde Perlo debuta al comando de un Crespi-Renault.
En el año 2007 Perlo encara dos frentes, siendo al mismo tiempo partícipe de la presentación de dos nuevas categorías, ya que en primer lugar participaría en la temporada debut de la Fórmula 4 Argentina, siempre defendiendo los colores de la Scuderia DG y en segundo término, integraría el plantel de pilotos que participara de la temporada inaugural de la divisional Junior del Top Race. En esta última categoría, Perlo haría su presentación al comando de una unidad Ford Mondeo II del equipo Azar Motorsport. Esta temporada, tendría un resultado altamente positivo para Perlo, quien tanto en una como en otra categoría obtendría sendos subcampeonatos, lo que sería su carta de presentación a la vidriera nacional del automovilismo argentino. En la Fórmula 4, obtendría el subcampeonato luego de disputarse 8 competencias y haber obtenido una victoria, a pesar de ello, el torneo no culminaría por un conflicto de intereses entre la CDA del ACA y el proveedor de chasis de la categoría, Tulio Crespi. Por otra parte, en el Top Race Junior también alcanzaría el subcampeonato, luego de pelear durante 9 fechas con su compañero de equipo Federico Bathiche y de haber obtenido 3 victorias.
En el año 2008 llegaría la primera alegría personal de Perlo en el automovilismo argentino. Tras la obtención del subcampeonato del año anterior, continuaría ligado al equipo de Javier Azar compitiendo en el Top Race Junior, siempre al comando del Ford Mondeo. En esta temporada, Perlo no dejaría lugar a dudas al cosechar 5 victorias sobre 12 competencias, llevándose finalmente el título de campeón y su correspondiente ascenso a la divisional mayor. Como recompensa por la obtención de este título, el equipo le prepara una unidad Ford Falcon, con la cual consigue propiciar su debut en la categoría TC Mouras, en la cual compite en las dos últimas fechas de ese año.
En 2009 asciende al TRV6, debutando bajo la estructura Patagonia Racing, volviendo a las pocas carreras al Azar Motorsport, para reemplazar a Federico Bathiche, siempre con un Mondeo. Ese año, junto a Gastón Mazzacane, fueron los encargados de poner por primera vez en pista las nuevas unidades del Ford Mondeo de tercera generación. Continuo compitiendo bajo el ala del Azar Motorsport, hasta el 4 de septiembre de 2011, cuando dio a conocer su pase a la escudería AS Racing, donde continuaría piloteando un Ford Mondeo III, siempre identificado con el número 52.
Para el año 2012, fue anunciada su contratación por parte del equipo que dirige el piloto entrerriano Omar Martínez, quien le ofrece debutar en el TC Pista a bordo de una unidad Ford Falcon de su estructura. A causa de ello, Perlo decide inclinar la balanza hacia esta categoría, dejando atrás el TRV6 luego de tres años de participación.

## Trayectoria
| Año       | Categoría                                   | Marca            |
| --------- | ------------------------------------------- | ---------------- |
| 2003-2006 | Piloto de karts                             | Karting          |
| 2006      | Debut en Fórmula 1000 Argentina, 5 carreras | Crespi-Renault   |
| 2006      | Debut en GT 2000, 2 carreras                | Crespi-Renault   |
| 2006      | Debut en Fórmula Renault Argentina          | Crespi-Renault   |
| 2007      | Fórmula 4 Argentina, debut y subcampeonato  | Crespi-Renault   |
| 2007      | Top Race Junior, debut y subcampeonato      | Ford Mondeo II   |
| 2008      | Campeón Top Race Junior                     | Ford Mondeo II   |
| 2008      | Debut en TC Mouras, 2 carreras              | Ford Falcon      |
| 2009      | Debut en Top Race V6                        | Ford Mondeo II   |
| 2009      | Debut en Top Race V6                        | Ford Mondeo III  |
| 2009      | 200 km de Buenos Aires de TC 2000           | Honda Civic VIII |
| 2010      | Top Race V6                                 | Ford Mondeo III  |
| 2010      | Top Race Junior, invitado                   | Alfa Romeo 156   |
| 2011      | Top Race V6                                 | Ford Mondeo III  |
| 2012      | Debut en TC Pista                           | Ford Falcon      |
| 2013      | TC Pista                                    | Ford Falcon      |
| 2014      | TC Pista                                    | Ford Falcon      |
| 2015      | TC Pista                                    | Ford Falcon      |

- [2]

## Palmarés
| Título     | Categoría           | Marca          | Año  |
| ---------- | ------------------- | -------------- | ---- |
| Subcampeón | Fórmula 4 Argentina | Crespi-Renault | 2007 |
| Subcampeón | Top Race Junior     | Ford Mondeo II | 2007 |
| Campeón    | Top Race Junior     | Ford Mondeo II | 2008 |

## Resultados

### Turismo Competición 2000
| Año  | Equipo          | Auto             | 1  | 2  | 3   | 4   | 5   | 6   | 7  | 8   | 9   | 10  | 11  | 12  | 13  | Res. | Puntos |
| ---- | --------------- | ---------------- | -- | -- | --- | --- | --- | --- | -- | --- | --- | --- | --- | --- | --- | ---- | ------ |
| 2009 |                 |                  | AG | GR | OBE | SMM | TRH | RES | BA | CEN | SFE | SFE | SJU | SJU | PDF | -    | -      |
| 2009 | Fineschi Racing | Honda Civic VIII |    |    |     |     |     |     | 19 |     |     |     |     |     |     | -    | -      |

#### Copa Endurance Series
| Año  | Equipo          | Auto             | 1   | 2  | 3   | Res. | Puntos |
| ---- | --------------- | ---------------- | --- | -- | --- | ---- | ------ |
| 2009 |                 |                  | TRH | BA | PDF | -    | 0      |
| 2009 | Fineschi Racing | Honda Civic VIII |     | 19 |     | -    | 0      |